# 야마자키 안사이

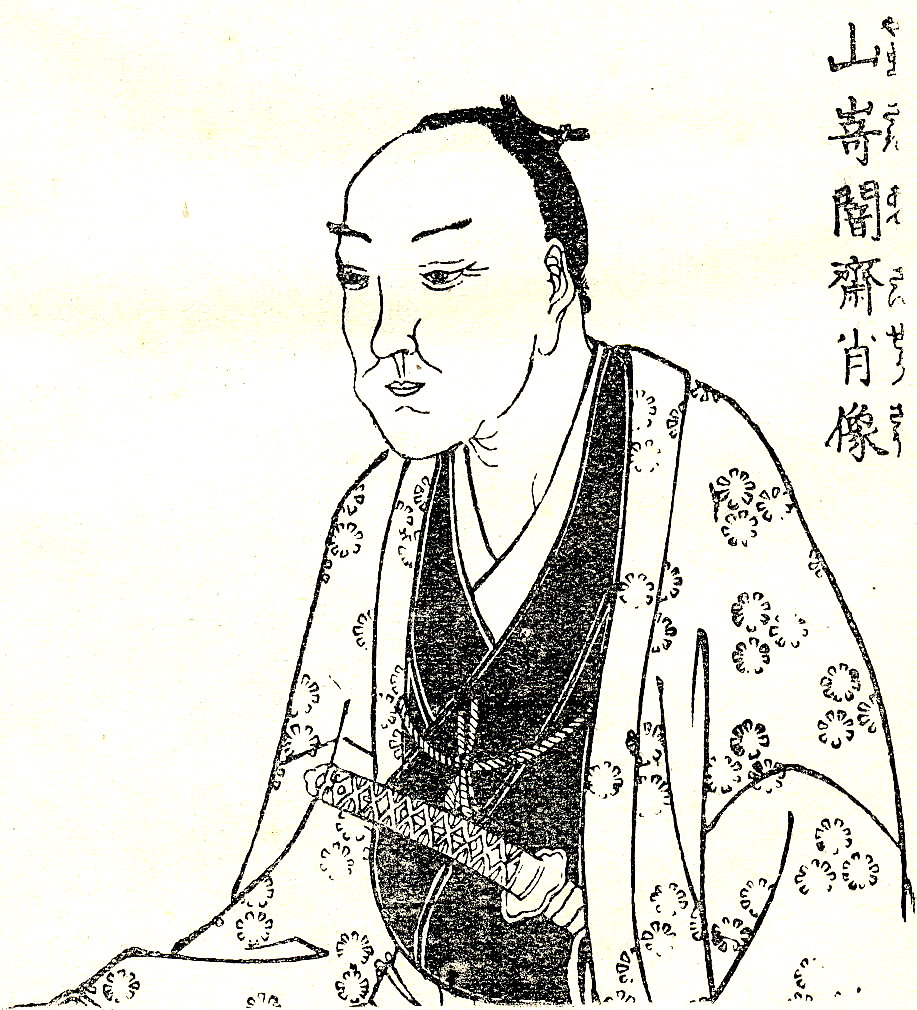

야마자키 안사이(일본어: 山崎 闇斎, 1618년 12월 9일 ~ 1682년 9월 16일)는 일본 에도 막부 시기의 성리학자이다.
그는 원래 불교 승려였으나 성리학 학자들의 가르침을 받아 유학자가 되었다. 또한 일본의 성리학을 집대성하였으며 신토를 이기론으로 해석하였다.

## 같이 보기
- 성리학
- 신토